# دوبینا (تگزاس)
دوبینا (به انگلیسی: Dubina) یک منطقهٔ مسکونی در ایالات متحده آمریکا است که در تگزاس واقع شده‌است.